# Теодам
Теодам — возможный индо-греческий царь, правивший в I веке.
После завоеваний в I веке до н. э. индо-скифов под предводительством Мауэса, по замечанию В. Тарна, греки Пенджаба оказались отрезанными от греков Паропамисады. Однако, вероятно, некоторые мелкие греческие правители, оттеснённые кочевниками, продолжали властвовать в горных долинах, хотя уже не имели возможности чеканить собственные монеты. Один из таких князей мог быть предком Теодама, чьё имя известно из найденного в Баджауре перстня с печатью с краткой надписью на кхароштхи. По мнению В. Тарна, называющего Теодама царём, он мог жить в I веке. Однако А. Нарайн высказал сомнение в том, что Теодам был царём.